# Ashraf Pahlavi

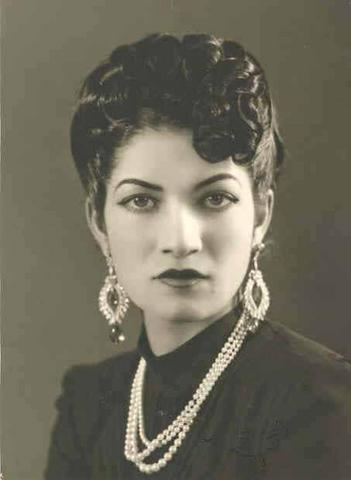
Ashraf Pahlavi, vor 1950

Ashraf Pahlavi, in deutschen Texten auch Aschraf Pahlavi und Aschraf Pahlawi (persisch اشرف پهلوی, DMG Ašraf-e Pahlavī; * 26. Oktober 1919 in Teheran, Iran; † 7. Januar 2016 in Monte Carlo), war eine iranische Politikerin und Diplomatin.

## Leben
Ashraf Pahlavis Eltern waren Reza Schah Pahlavi und Nimtādsch Ayromlu. Ihr Zwillingsbruder war Mohammad Reza Pahlavi und ihre ältere Schwester war Schams Pahlavi. Zusammen mit ihrer Schwester legte sie 1934 „den Schleier ab“. Sie heiratete 1937 Ali Ghavam, von dem sie sich 1942 scheiden ließ; 1944 heiratete sie Ahmad Shafiq, von dem sie sich 1960 scheiden ließ. 1960 heiratete sie Mehdi Bushehri. Pahlavi hatte zwei Söhne und eine Tochter. Ihr Sohn Shahriar Shafiq (geboren am 15. März 1945 in Rabat) wurde am 7. Dezember 1979 in Paris ermordet.
Sie wurde 1944 zur Ehrenpräsidentin der Roter-Löwe-mit-Roter-Sonne-Gesellschaft Iran ernannt. 1965 wurde sie Vorsitzende der United Nations Commission on the Status of Women. Als iranische Delegierte war sie 1967 bei der UN-Menschenrechtskommission sowie beim Wirtschafts- und Sozialrat der Vereinten Nationen (United Nations Economic and Social Council, ECOSOC) tätig. 1970 wurde sie Delegierte Irans bei der UN-Menschenrechtskommission. Sie war 1975 Mitglied des Beratenden Komitees der Internationalen Frauen-Jahreskonferenz. Von 1967 bis 1979 war sie Präsidentin der Women’s Organization of Iran. Als Vorsitzende war sie für die Imperial Foundation for Social Services beschäftigt. Sie war Mitglied der Organisation International Consultative Liaison Committee for Literacy. Nach der Iranischen Revolution im Jahr 1979 ging sie ins Exil nach Frankreich. Pahlavi war auch als Autorin und Übersetzerin tätig.

## Veröffentlichungen (Auswahl)
- Faces in a Mirror: Memoirs from Exile (1980)
- Time for Truth (1995)
- Jamais Résignée (1981)

## Preise und Auszeichnungen (Auswahl)
- Honorary Fellow des Wadham Colleges, Oxford
- Niederlande: Ehrenritterschaft Großkreuz des Hausordens von Oranien
- Sowjetunion: Orden des Roten Banners der Arbeit